# ゼンデイヤ
ゼンデイア・マリー・ストーマー・コールマン（英語: Zendaya Maree Stoermer Coleman、1996年9月1日 - ）は、アメリカ合衆国の女優、歌手。
ディズニー・チャンネル放送コメディドラマ『シェキラ!』のロッキー・ブルー役や『ティーン・スパイ K.C.』のケイシー・クーパー役、映画『スパイダーマン:ホームカミング』『スパイダーマン:ファー・フロム・ホーム』『スパイダーマン:ノー・ウェイ・ホーム』のミシェル・ジョーンズ（MJ）役で知られる。2013年デビューアルバム『Zendaya』 を発売。米国ABC放送ダンス・コンペティション番組『ダンシング・ウィズ・ザ・スターズ』で準優勝をしている。
「Zendaya」を「ゼンダイア」と読まれる事が多い事に関し、インタビュー動画の中で「ゼンダイアじゃなくゼンデイア」としながら、読み方として「(zen.) (day.) (ah.)」と字幕表示されており、本人も「ゼン、デイ、アー」と発音している。

## 来歴
ゼンデイアは1996年9月1日、米国カリフォルニア州オークランドで生まれた。カリフォルニア・シェークスピア・シアターで仕事をしていた母の影響を受け、オークランド芸術学校で演劇、歌、フラダンスやヒップホップダンスを学んだ。百貨店のメイシーズや衣料品小売店のオールド・ネイビーでモデルを務め、ニコロデオンの『iCarly』や百貨店シアーズなどのCMに出演。2009年11月、ディズニー・チャンネル新コメディドラマ『ダンス・ダンス・シカゴ』（Dance Dance Chicago）、番組名変更後の『シェキラ!』のオーディションを受け選抜された200人の中からロッキー・ブルー役に抜擢される。

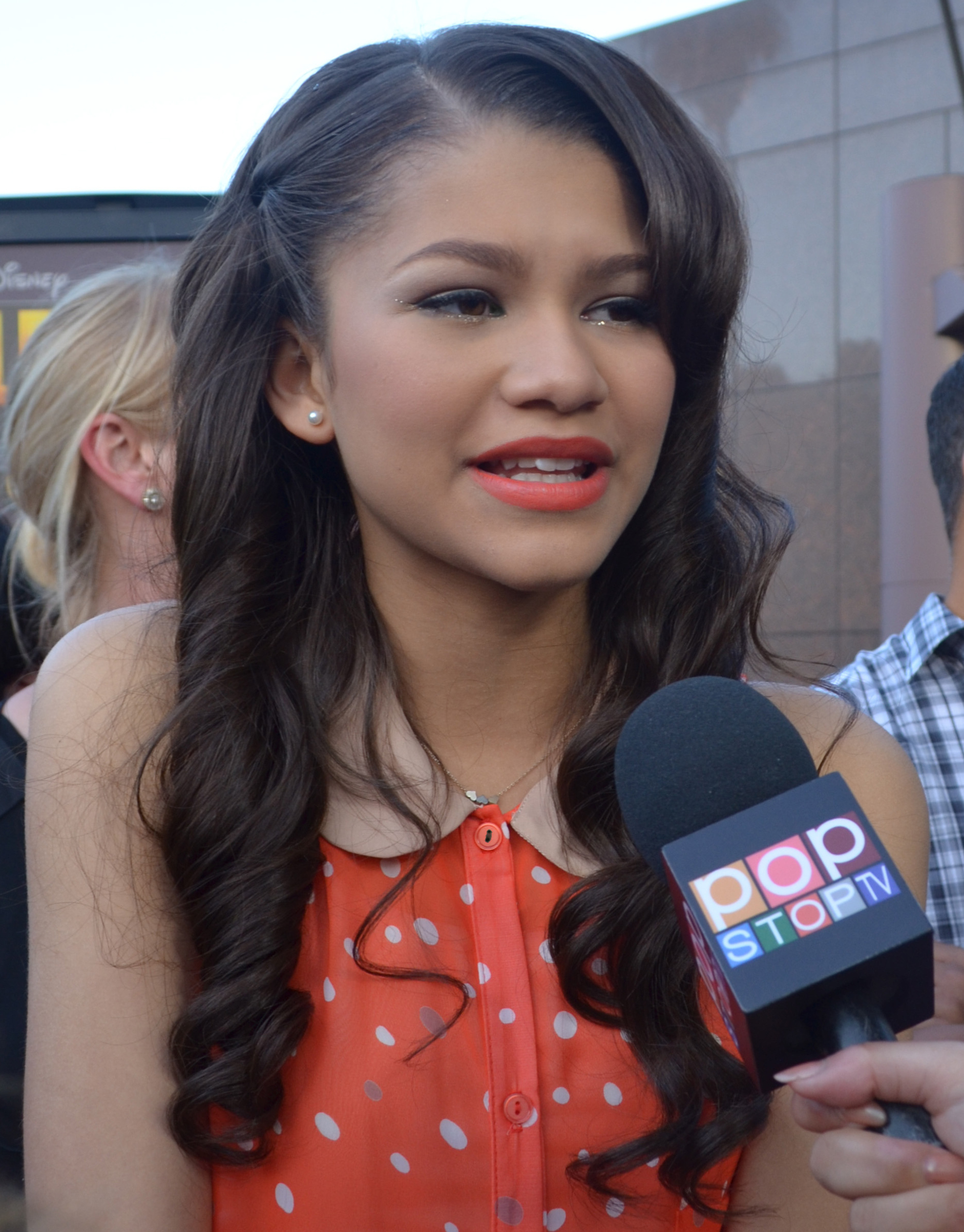
『レット・イット・シャイン』プレミア（2012年6月）

2010年ダンスと友情を描いたコメディドラマシリーズ『シェキラ!』で名が知られるようになる。11月7日、初回放送された同作は全米620万人が視聴 しディズニー・チャンネル過去27年間の中で最も多い初回放送視聴者記録となる。
2011年、同放送『グッドラック・チャーリー』とのクロスエピソードに同役で出演、同年5月ディズニー・チャンネル放送番組の出演者が4つのチームに別れ運動会で競う『フレンズ・フォー・チェンジ ゲームズ』 でレッドチームの一員として出場した。日本では同年9月18日から 4週にわたってディズニー・チャンネルで放送された。同年CGアニメーション作品『ピクシー・ホロウ・ゲームズ 妖精たちの祭典』で声の出演をしている。
2012年1月（日本初回放送5月6日）ディズニー・チャンネル・オリジナル・ムービー『フレネミーズ』 で主演、同年『天才学級アント・ファーム』にゲスト出演している。
2013年春、米国ABC放送ダンス・コンペティション番組に最年少（16歳）で出場、『ダンシング・ウィズ・ザ・スターズ』第16シーズンで準優勝をしている。第5週の「シャーロック・ホームズのテーマ」で踊ったアルゼンチン・タンゴで第16シーズン出場者の中で初の10ポイントを獲得、第8週のサルサで出場者の中で初のパーフェクトスコアの30ポイントを獲得した。同年、ファッション・リアリティ・ショー『アメリカズ・ネクスト・トップモデル』でゲスト審査員をしている。
2014年、歌手マドンナと娘のローデスが手掛けるファッションブランドの広告塔に抜擢、「Material Girl（マテリアル・ガール）」の新しい顔を務めている。6月(日本初回放送9月26日)ディズニー・チャンネル・オリジナル・ムービー『ゾーイの秘密アプリ』 に出演、ダンスが得意な高校生ゾーイが犬のしつけアプリで男子を操れることに気づく物語で全米初回放送は567万人が視聴している。
2015年1月放送開始（日本5月30日）ディズニー・チャンネルのコメディドラマで主演とプロデュースを務める 『ティーン・スパイ K.C.』（英語）で高校生のスパイ（ケイシー・クーパー）を演じている。5月公開されたテイラー・スウィフトのミュージックビデオ「Bad Blood」ではスウィフト演じるカタストロフ（Catastrophe）の仲間カットスロート（Cut-Throat）役を演じている。
2015年秋、米コメディドラマ『Black-ish』にヤラ・シャヒディ演じるゾーイ・ジョンソンの親友レシーダ役でゲスト出演している。2015年第88回アカデミー賞レッド・カーペットに登場した時の白いドレスにドレッドヘアの自身がモデルとなったバービー人形が発表された。
2017年には、『グレイテスト・ショーマン』のアン・ウィーラーや、「マーベル・シネマティック・ユニバース」（MCU）の第16作目となる『スパイダーマン:ホームカミング』のMJを演じ、世界的に知名度を上げる。その続編『スパイダーマン:ファー・フロム・ホーム』(2019年)では、同役で第45回サターンSF映画賞助演女優賞を受賞した。
2019年には、HBOのテレビドラマシリーズ『ユーフォリア/EUPHORIA』の主演となり、プライムタイム・エミー賞のドラマシリーズ部門で主演女優賞を受賞した。24歳という若さでの受賞は、エミー賞史上最年少の記録であり、アフリカ系アメリカ人としてもヴィオラ・デイヴィスに次いで史上2人目となる。また2022年には、同役でゴールデングローブ賞の主演女優賞も受賞している。
2021年には、監督の仕事に意欲的な発言をしており、「2人の黒人少女のLGBTQ+ラブストーリーを作りたい」と語っている。
| 『ダンシング・ウィズ・ザ・スターズ』第16シーズンのランキング | 『ダンシング・ウィズ・ザ・スターズ』第16シーズンのランキング                                                                            | 『ダンシング・ウィズ・ザ・スターズ』第16シーズンのランキング | 『ダンシング・ウィズ・ザ・スターズ』第16シーズンのランキング | 『ダンシング・ウィズ・ザ・スターズ』第16シーズンのランキング | 『ダンシング・ウィズ・ザ・スターズ』第16シーズンのランキング |
| 週 #                                                         | ダンス/曲名 | 審査員の点数                                                 | 審査員の点数                                                 | 審査員の点数                                                 | 結果                                                         |
| 週 #                                                         | ダンス/曲名 | キャリー・ アン・イナバ                                      | レン・ グッドマン                                            | ブルーノ・ トリオリ                                          | 結果                                                         |
| ------------------------------------------------------------ | --- | ------------------------------------------------------------ | ------------------------------------------------------------ | ------------------------------------------------------------ | ------------------------------------------------------------ |
| 1                                                            | コンテンポラリー/フィール・アゲイン | 8                                                            | 8                                                            | 8                                                            | 脱落なし                                                     |
| 2                                                            | ジャイブ/ディス・ヘッド・アイ・ホールド                                                                                                 | 9                                                            | 8                                                            | 9                                                            | セーフ                                                       |
| 3                                                            | プロム・グループ・ダンス/ロッカフェラー・スカンク ウィンナ・ワルツ/ケセラセラ                                                           | No 8                                                         | scores 8                                                     | given 8                                                      | セーフ                                                       |
| 4                                                            | サンバ/ラブ・オン・トップ | 9                                                            | 8                                                            | 9                                                            | セーフ                                                       |
| 5                                                            | アルゼンチン・タンゴ/シャーロック・ホームズのテーマ                                                                                     | 10                                                           | 9                                                            | 10                                                           | セーフ                                                       |
| 6                                                            | チャチャチャ/ドゥー・アイ・ドゥー パソドブレ・チーム/ハイヤー・グラウンド                                                               | 10 7                                                         | 9 8                                                          | 10 7                                                         | セーフ                                                       |
| 7                                                            | パソドブレ/バスター・ブードゥー ジャイブ・ダンス・オフ/グッド・ゴリー・ミス・モリー                                                     | 9 No                                                         | 9 scores                                                     | 9 given                                                      | セーフ                                                       |
| 8                                                            | フォックストロット/ドント・ウォーリー・ビー・ハッピー サルサ (3人組みで挑戦)/ダンス・モレンゴ                                           | 9 10                                                         | 10                                                           | 9 10                                                         | セーフ                                                       |
| 9 準決勝                                                     | クイックステップ/ドント・ギブ・アップ ヒップホップ/ファイン・チャイナ                                                                   | 8 10                                                         | 8 10                                                         | 9 10                                                         | セーフ                                                       |
| 10 決勝                                                      | サンバ/ヤーバテロ チャチャチャ・リレー/トレジャー フリースタイル/ビューティ・アンド・ア・ビート インスタント・ジャイブ/ロッキン・ロビン | 10 アワード 10                                               | 10 5 10                                                      | 10 ポイント 10                                               | 準優勝                                                       |

### 音楽活動

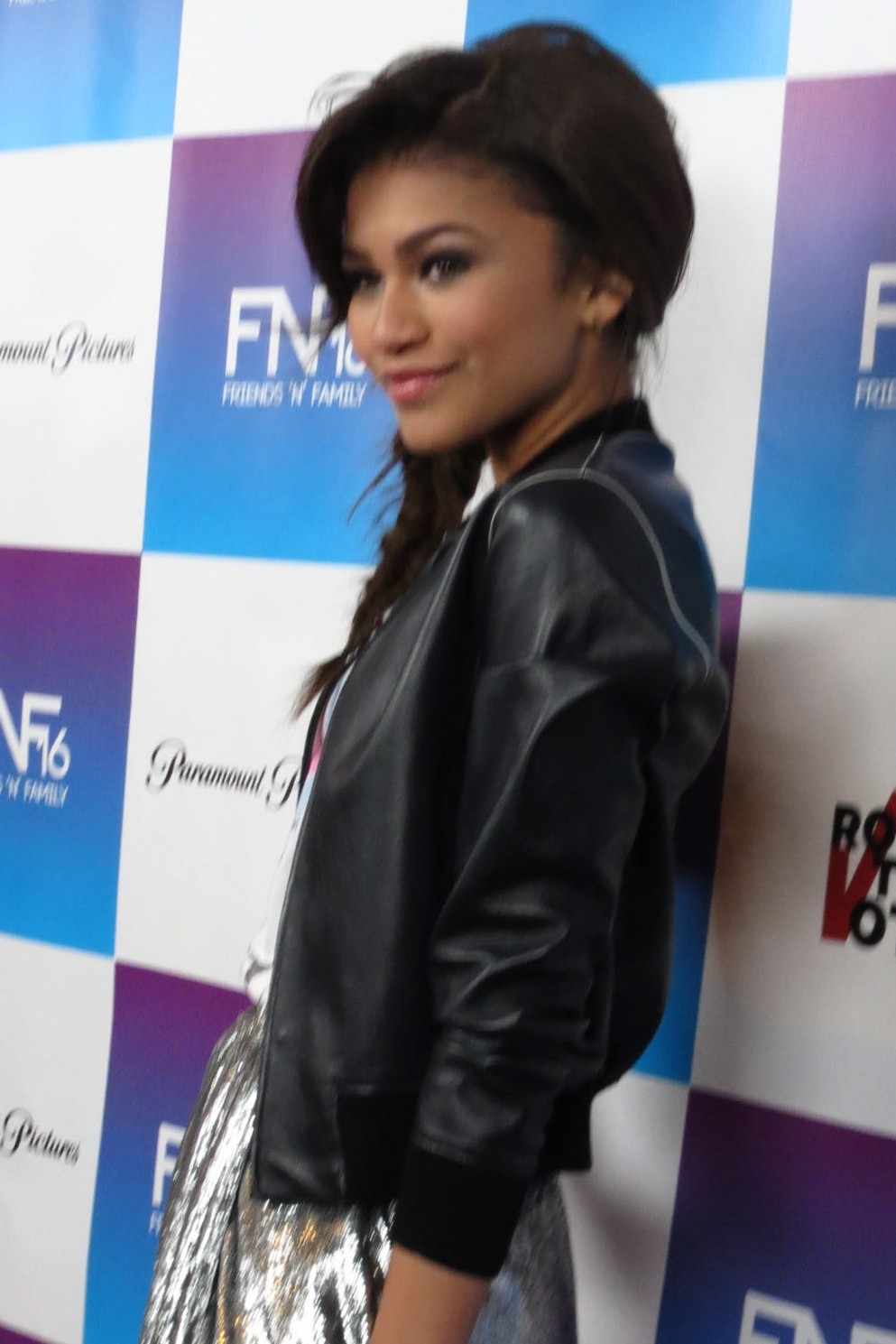
（2013年2月）

2011年5月30日、デビューシングルとなる「Swag It Out」を発売。
2011年7月(日本発売8月17日)『シェキラ! サウンドトラック』 は米国ビルボード200アルバムチャートで最高22位となり、トップ・サウンドトラック・チャートおよびトップ・キッド・オーディオ・チャートで第1位となる。
6月11日発売された先行シングル「私を見て」 はホット・デジタル・ソングス・チャートで最高64位となり、ビルボード・ホット100チャートで最高86位となる。
その後、「私を見て」は50万枚を売り上げ、2013年6月17日付でアメリカレコード協会(略称RIAA)からゴールド認定されている。
アニメーション作品『ピクシー・ホロウ・ゲームズ/妖精たちの祭典』のテーマソング "Dig Down Deeper"  が2012年1月に発売され、ミュージック・ビデオも作られている。
2012年3月(日本発売8月29日)『シェキラ! - リヴ・2・ダンス サウンドトラック』 の中でゼンデイアが歌っているのは「だから踊るの」とマッシュアップ曲の「だから踊るの/TTYLXOX マッシュアップ」があり、アルバムは米国ビルボード200チャートで最高13位、トップ・サウンドトラック・チャートで最高2位、トップ・キッド・オーディオ・チャートで第1位となる。。
2012年8月、4曲収録 Made in Japan (EP)を米国で発売している。
同8月ハリウッド・レコードと契約を締結したことが発表。
2013年3月(日本発売7月14日)『シェキラ! シーズン3 サウンドトラック』 の中でゼンデイアが歌っているのは「みんなドキドキ」「ここが私のステージ」「わたしのビート」「アイム・バック [日本盤ボーナス・トラック]」があり、アルバムは米国ビルボード200チャートで最高26位となり、トップ・キッド・オーディオ・チャートで第1位、トップ・サウンドトラック・チャートで最高2位となる。2013年に米国で134,000枚を売り上げ、テレビ番組のサウンドトラック年間売り上げにおいてトップ10入りを果たし第8位となる。5月、自著「Between U and Me：How To Rock Your Tween Years With Style And Confidence」の出版を発表。
同年7月16日、ソロデビューアルバムからの先行シングル "Replay"  が発売され、ビルボード・ホット100チャートで最高40位、ビルボード・ホット・ダンス・クラブ・ソングで最高3位となる。9月17日、ソロデビューアルバム Zendaya （英語）を発売している。ビルボード200チャートで最高51位、シングル曲 "Replay" はビルボードHot 100で最高61位、ビルボード Heatseekers Songs で最高2位となる。7月にリミックス "Replay Remixies" が発売されている。その後、シングル曲 "Replay" は50万枚売り上げて2014年1月14日付けでRIAAからゴールド認定され、100万枚売り上げて1月30日付けでプラチナ認定されている。
その他のシングル曲はジョン・レジェンドをカバーした "All of Me" 、ディズニー・チャンネル・オリジナル・ムービー『ゾーイの秘密アプリ』のテーマソング "Too Much" 、主演コメディドラマ 『ティーン・スパイ K.C.』のテーマソング "Keep It Undercover"  などがある。
2014年セカンド・アルバムの制作に取り組んでいる。
2016年歌手クリス・ブラウンとのコラボ曲“Something New”が発売されている。

## 私生活
身長5フィート11インチ (180.3センチメートル)。アフリカ系アメリカ人とドイツ系とスコットランド系アメリカ人の系譜で、“ゼンデイア”はジンバブエのショナ語で「謝意の表明」を意味する。自身を友人思いで成績優秀、ダンスも上手な『シェキラ!』で演じたロッキー役との共通点が多いとし、「私も友達思いで、何でもしてあげるってところが一緒」と語っている。共同主演したベラ・ソーンとはプライベートでも懇意の仲で、「お互い大好きな仲」と語っている。
ベジタリアンである。
2015年6月にカリフォルニア州オークパーク高校を卒業した。
フェミニストであり、インターセクショナリティを意識していることを公言している。
イギリスの俳優トム・ホランドと交際し、2025年1月7日に婚約を発表した。

## 出演作品
※役名の太字表記は主演。

### 映画
| 年   | 題名                                                            | 役名                          | 備考                                         | 吹き替え   |
| ---- | --------------------------------------------------------------- | ----------------------------- | -------------------------------------------- | ---------- |
| 2012 | フレネミーズ Frenemies                                          | ハリー                        | ディズニー・チャンネル・オリジナル・ムービー | 真壁かずみ |
| 2014 | ゾーイの秘密アプリ Zapped                                       | ゾーイ                        | ディズニー・チャンネル・オリジナル・ムービー | 真壁かずみ |
| 2017 | スパイダーマン:ホームカミング Spider-Man: Homecoming            | ミシェル・“MJ”・ジョーンズ    |                                              | 真壁かずみ |
| 2017 | グレイテスト・ショーマン The Greatest Showman                   | アン・ウィーラー              |                                              | 真壁かずみ |
| 2018 | Duck Duck Goose                                                 | Chi                           | 声の出演                                     | N/A        |
| 2018 | スモールフット Smallfoot                                        | ミーチー                      | 声の出演                                     | 早見沙織   |
| 2019 | スパイダーマン:ファー・フロム・ホーム Spider-Man: Far From Home | ミシェル・“MJ”・ジョーンズ    |                                              | 真壁かずみ |
| 2021 | マルコム&マリー Malcolm & Marie                                 | マリー                        | Netflixオリジナル映画 兼製作                 | 真壁かずみ |
| 2021 | スペース・プレイヤーズ Space Jam: A New Legacy                  | ローラ・バニー                | 声の出演                                     | 深水由美   |
| 2021 | DUNE/デューン 砂の惑星 Dune                                     | チャニ                        |                                              | 内田真礼   |
| 2021 | スパイダーマン:ノー・ウェイ・ホーム Spider-Man: No Way Home     | ミシェル・“MJ”・ジョーンズ    | 真壁かずみ                                   |            |
| 2024 | デューン 砂の惑星PART2 Dune: Part Two                           | チャニ                        | 内田真礼                                     |            |
| 2024 | チャレンジャーズ Challengers                                    | タシ・ダンカン / ディレクター | 兼製作                                       | 真壁かずみ |
| 2026 | スパイダーマン:ブランド・ニュー・デイ Spider-Man: Brand New Day | ミシェル・"MJ"・ジョーンズ    |                                              |            |
| 2026 | Shrek 5                                                         | シュレックの娘                | 声の出演                                     |            |
| 2026 | オデュッセイア（原題） The Odyssey                              | TBA                           | 撮影中                                       |            |
| TBA  | Dune: Messiah                                                   | チャニ                        |                                              |            |
| TBA  | Finest Kind                                                     | TBA                           | プリプロ                                     |            |
| TBA  | The Drama                                                       | TBA                           | プリプロ                                     |            |
| TBA  | Be My Baby                                                      | ロニー・スペクター            | プリプロ                                     |            |

### テレビ
| 年        | 題名                                                                  | 役名                 | 備考                                         | 吹き替え   |
| --------- | --------------------------------------------------------------------- | -------------------- | -------------------------------------------- | ---------- |
| 2010-2013 | シェキラ! Shake It Up                                                 | ロッキー・ブルー     |                                              | 真壁かずみ |
| 2011      | グッドラック・チャーリー Good Luck Charlie                            | ロッキー・ブルー     | 第2シーズン第13話 「シェキラ!チャーリー!」   | 真壁かずみ |
| 2011      | フレンズ・フォー・チェンジ ゲームズ Disney's Friends for Change Games | 本人                 | レッドチームの出場者                         | 真壁かずみ |
| 2011      | PrankStars                                                            | 本人                 |                                              | N/A        |
| 2011      | ピクシー・ホロウ・ゲームズ 妖精たちの祭典 Pixie Hollow Games          | ファーン             | 声の出演                                     | 真壁かずみ |
| 2012      | 天才学級アント・ファーム A.N.T. Farm                                  | セコイヤ・ジョーンズ | 第2シーズン第1話 「映画スターがやってきた!」 | 真壁かずみ |
| 2013      | ダンシング・ウィズ・ザ・スターズ Dancing with the Stars               | 本人                 | 出場者 第16シーズン                          |            |
| 2013      | America's Next Top Model                                              | 本人                 | ゲスト審査員 第20シーズン第11話              | N/A        |
| 2014      | Under the Gunn                                                        | 本人                 | ゲスト審査員 第1シーズン第5話                | N/A        |
| 2015      | Black-ish                                                             | レシーダ             | 第2シーズン第4話                             | N/A        |
| 2015-2018 | ティーン・スパイ K.C. K.C. Undercover                                 | ケイシー・クーパー   |                                              | 真壁かずみ |
| 2017      | ワルノリ!どっきりギャング Walk the Prank                              | 本人                 |                                              | 真壁かずみ |
| 2019      | The OA                                                                | Fola                 | 第2シーズン3エピソード                       | 不明       |
| 2019-     | ユーフォリア/EUPHORIA Euphoria                                        | ルー・ベネット       |                                              | 高垣彩陽   |

## ディスコグラフィ

### サウンドトラック
- シェキラ! サウンドトラック (2011年)
- シェキラ! - リヴ・2・ダンス サウンドトラック (2012年)
- Made in Japan (英語) (EP) (2012年)
- シェキラ! シーズン3 サウンドトラック I <3 DANCE （2013年）

### スタジオ・アルバム
- Zendaya (英語) (2013年)

### コンサート・ツアー
- Swag It Out Tour (英語) (2012年-2013年)

## 受賞歴
2014年ラジオ・ディズニー・ミュージック・アワードでベストスタイル・アーティスト賞を受賞している。「バラエティ」誌が、影響力のある10代の俳優および女優10人を発表し3位に選ばれている。
「2014年最もチャリティー活動に貢献したセレブ」の14位に選ばれている。
| 年   | 賞                                             | カテゴリ                                                                         | ノミネート対象             | 結果       | 参照          |
| ---- | ---------------------------------------------- | -------------------------------------------------------------------------------- | -------------------------- | ---------- | ------------- |
| 2011 | ヤング・アーティスト・アワード                 | テレビシリーズの優秀な若手アンサンブル (キャストと共同受賞)                      | シェキラ!                  | ノミネート | [ 68 ]        |
| 2012 | ヤング・アーティスト・アワード                 | テレビシリーズの最優秀演技 - 主演女優                                            | シェキラ!                  | ノミネート | [ 69 ]        |
| 2012 | ヤング・アーティスト・アワード                 | テレビシリーズの優秀な若手アンサンブル (キャストと共同受賞)                      | シェキラ!                  | ノミネート | [ 69 ]        |
| 2012 | NAACPイメージ・アワード                        | 若い優秀演技 / 子供のシリーズまたはスペシャル                                    | シェキラ!                  | ノミネート | [ 70 ]        |
| 2013 | ヤング・アーティスト・アワード                 | テレビ映画、ミニシリーズ、スペシャルまたはパイロット版の 最優秀演技 - 主演女優   | フレネミーズ               | ノミネート | [ 71 ]        |
| 2013 | ラジオ・ディズニー・ミュージック・アワード     | 最優秀ミュージック・ビデオ                                                       | "Fashion Is My Kryptonite" | ノミネート | [ 72 ]        |
| 2014 | NAACPイメージ・アワード                        | 若い優秀演技 / 子供のプログラム - (シリーズまたはスペシャル)                     | シェキラ!                  | ノミネート | [ 73 ]        |
| 2014 | NAACPイメージ・アワード                        | 優秀新人アーティスト                                                             | 本人                       | ノミネート | [ 73 ]        |
| 2014 | ラジオ・ディズニー・ミュージック・アワード     | ザ・バズ - 今年のブレイク・アウト・アーティスト                                  | 本人                       | ノミネート | [ 65 ] [ 74 ] |
| 2014 | ラジオ・ディズニー・ミュージック・アワード     | ユー・ガット・スワッグ - ベストスタイルのアーティスト (スポンサー、ジャスティス) | 本人                       | 受賞       | [ 65 ] [ 74 ] |
| 2014 | BETアワード                                    | ヤングスター賞                                                                   | 本人                       | ノミネート | [ 75 ]        |
| 2014 | ウィー・ラヴ・ポップ・アワード                 | 最もスタイリッシュ                                                               | 本人                       | ノミネート | [ 76 ]        |
| 2014 | ティーン・チョイス・アワード                   | キャンディーズ・チョイスのスタイル・アイコン                                     | 本人                       | 受賞       | [ 77 ]        |
| 2015 | BETアワード                                    | ヤングスター賞                                                                   | 本人                       | ノミネート | [ 78 ]        |
| 2015 | ティーン・チョイス・アワード                   | チョイスTV女優: コメディ                                                         | ティーン・スパイ K.C.      | ノミネート | [ 79 ]        |
| 2020 | クリティクス・チョイス・テレビジョン・アワード | 主演女優賞                                                                       | ユーフォリア/EUPHORIA      | ノミネート |               |
| 2020 | プライムタイム・エミー賞                       | 主演女優賞                                                                       | ユーフォリア/EUPHORIA      | 受賞       |               |
| 2021 | クリティクス・チョイス・アワード               | 主演女優賞                                                                       | Malcolm & Marie            | ノミネート |               |
| 2021 | クリティクス・チョイス・アワード               | #SeeHer賞                                                                        | 本人                       | 受賞       | [ 80 ]        |
| 2022 | プライムタイム・エミー賞                       | 作品賞 (ドラマ・シリーズ部門)                                                    | ユーフォリア/EUPHORIA      | ノミネート |               |
| 2022 | プライムタイム・エミー賞                       | 主演女優賞                                                                       | ユーフォリア/EUPHORIA      | 受賞       |               |
| 2022 | プライムタイム・エミー賞                       | 歌曲賞                                                                           | Elliot's Song              | ノミネート |               |
| 2022 | プライムタイム・エミー賞                       | 歌曲賞                                                                           | I'm Tired                  | ノミネート |               |
| 2023 | クリティクス・チョイス・テレビジョン・アワード | 主演女優賞                                                                       | ユーフォリア/EUPHORIA      | 受賞       |               |
| 2023 | ゴールデングローブ賞                           | 女優賞（ドラマ部門）                                                             | ユーフォリア/EUPHORIA      | 受賞       |               |
| 2023 | 全米映画俳優組合賞                             | 女優賞（ドラマ部門）                                                             | ユーフォリア/EUPHORIA      | ノミネート |               |
| 2024 | 第7回アストラ・ミッドシーズン映画賞            | 主演女優賞                                                                       | チャレンジャーズ           | 受賞       |               |

## 日本語吹き替え
『シェキラ!』以降、真壁かずみがほとんどの作品で担当しており、ほぼ専属（フィックス）になっている。
他にも、高垣彩陽、内田真礼なども担当したことがある。